# Tchangodei
Tchangodei est un pianiste et jazzman français né en 13 juin 1957 à Casablanca. Sa famille est originaire du Bénin (où son nom signifie Dieu du tonnerre).

## Carrière
Ferdinand arrive jeune homme à Lyon, où il participe à la vie nocturne en jouant du piano dans différents piano-bars et boîtes de jazz. Il entame ensuite une carrière professionnelle dès l'âge de 18 ans, en collaborant notamment avec les plus grands noms du jazz Steve Lacy, Archie Shepp, Georges Lewis, Mal Waldron, Sunny Murray, Sonny Simmons, Louis Sclavis, Kent Carter, Henri Texier ou encore Itaru Oki. Il a enregistré plus de 25 disques, dont une partie en solo.
Il mène en parallèle une carrière de peintre et a dessiné certaines pochettes de ses disques.

## Personnalité
Dans les interviews qu'il a donné dans la presse (notamment Jazz Magazine), Tchangodei se pose en homme modeste : « La notion d'artiste est une invention humaine en réalité cela n'existe pas dans la nature. Seule la sensibilité possède l'énergie de mettre en place ce travail à l'intérieur de soi même. La notion d'artiste est une hypocrisie. L'expression doit être sauvage et sans intérêt. Comment voulez-vous qu'un peintre rivalise avec la beauté d'un ciel étoilé  ? » 
Tchangodei est également l'ami de nombreuses personnalités rencontrées tout au long de sa vie et qu'on peut parfois croiser dans son bar. C'est le cas notamment du poète Charles Juliet (qui habite également à Lyon et avec qui il a effectué plusieurs collaborations), ainsi que du pianiste Randy Weston, mais aussi Mal Waldron (pianiste de Billie Holiday) Elvin Jones, Henri Texier, Itaru Oki. 
Il a parmi ses écrivains fétiches le penseur Jiddu Krishnamurti, qu'il a rencontré dans sa jeunesse à Saanen en Suisse.

## LeBec de Jazz
Tchangodei achète dans les années 1980 un fonds de commerce sur les quais de Saône à Lyon où il décide de fonder un bar de jazz, qui lui sert aussi de local de répétition : il le baptise le « Bec de Jazz », nom qu'il conservera après son déménagement dans des locaux plus grands rue Burdeau, sur les pentes de la Croix-Rousse. Toujours en activité, Tchangodei y expose certaines de ses toiles et on peut fréquemment y entendre ses improvisations pianistiques qui font le bonheur des amoureux du jazz, parfois accompagné de certains grands noms de la musique venus le visiter. 

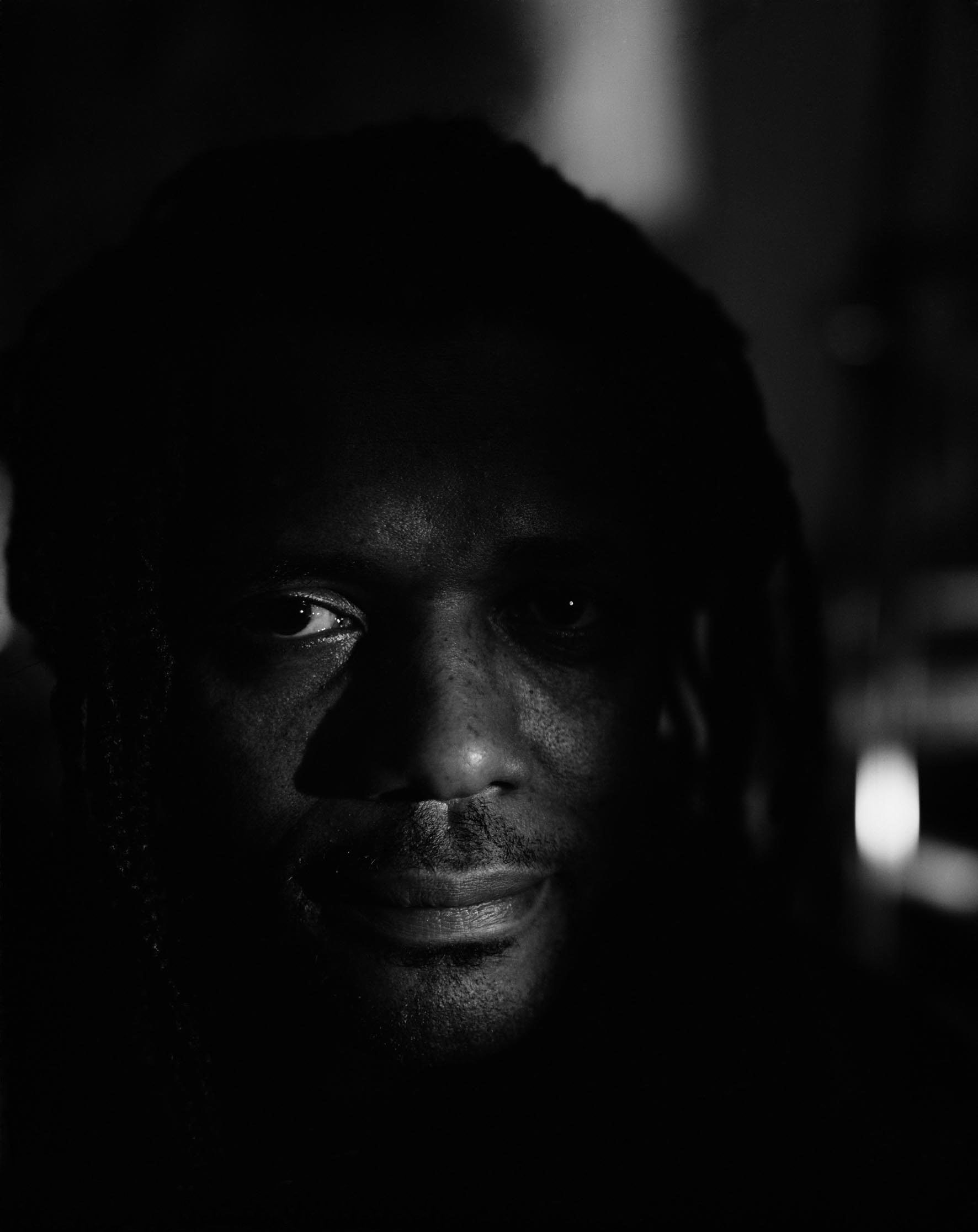
Portrait de Tchangodai

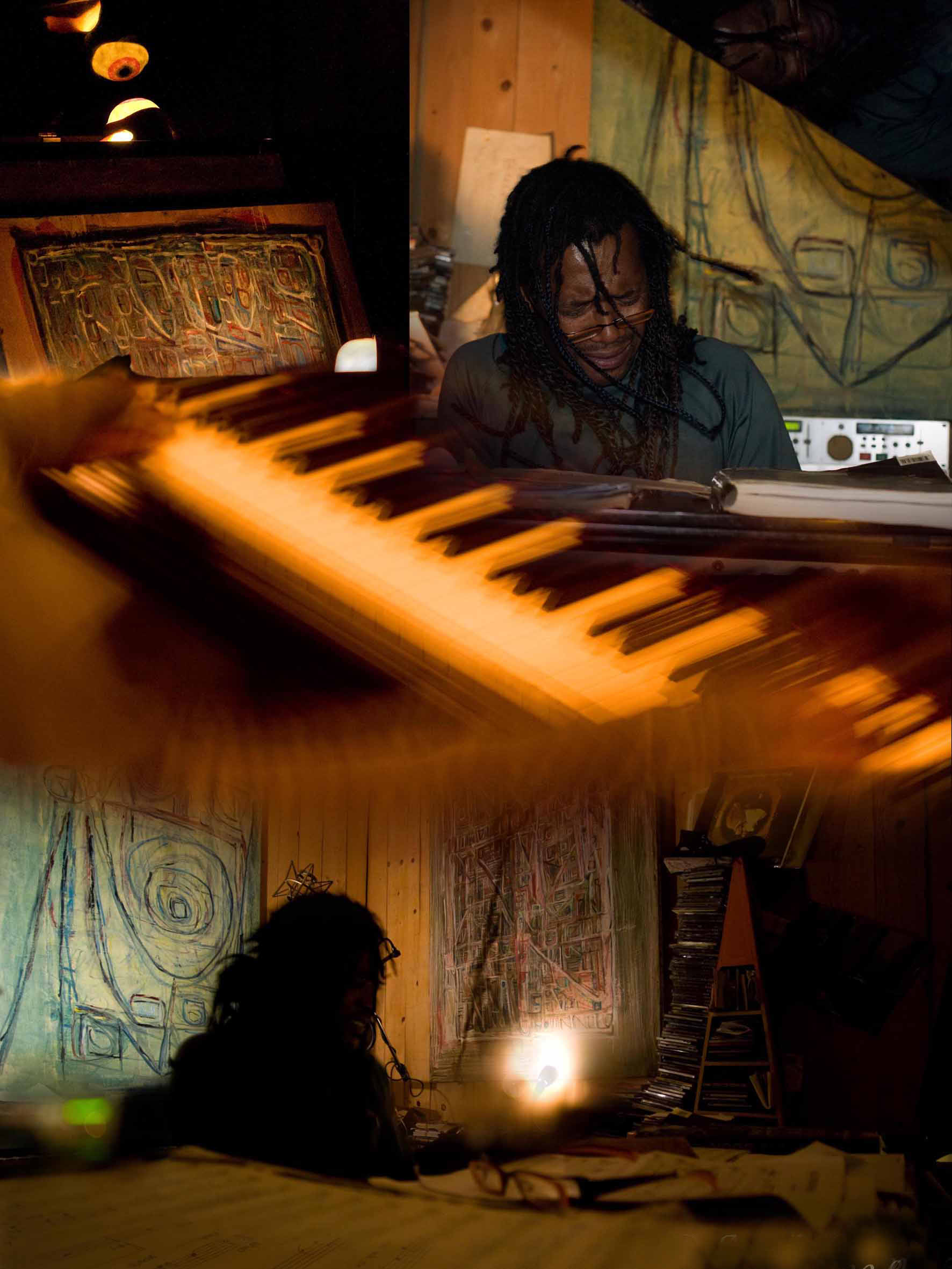
Tchangodei.

## Discographie
- Le défi (REM À) solo
- Pas à pas (REM) solo
- Chemins (REM) solo
- Face à la vie 1981 (REM) solo
- Désert sur dioné (REM) solo
- The Bow  1982 (Volcanic Rec.)  avec Steve Lacy
- Ballade Obscure 1983 avec Louis Sclavis
- The Wasp 1984  avec  S. Lacy
- Eagle's Flight  1985 (Volcanic Rec.) duo  avec Archie Shepp
- Three for Freedom  1987 (Volcanic Rec.) avec Mal Waldron et Archie Shepp
- Les Venins d'Afrique  1987 duo de piano avec M. Waldron
- Ginseng  1988  (Volcanic Rec.) avec A. Shepp
- Tol 1999  avec G. lewis et L. Sclavis
- Jeux d'ombres avec Kent Carter et Itaru Oki
- Perfekte Leere- Liebe 2002 avec Sunny Murray et Sonny Simmons
- perfect emptiness avec Kent Carter et Itaru Oki
- Race Track Blues 2004 avec Red
- Don't Be a half Shell avec  Henri Texier 2005
- pure blues  Tchangodei (piano et voix) 2008 Tchangodei,itaru Oki, Kent carter : ‘jeux d’ombres’, ´perfect emptiness’ tchangodei (I’m yours song  ping vocal 2022)